# Nora Raschle
Nora Maria Raschle (geb. in Wattwil) ist eine Schweizer Forscherin im Bereich der entwicklungsbezogenen Neurowissenschaften am Jacobs Center for Productive Youth Development (JCPYD) der Universität Zürich. Mit dem NMR Kids Lab leitet sie die Bildgebungsabteilung am JCPYD und ist Assistenz-Professorin für Psychologie an der Universität Zürich.

## Leben
Nora Maria Raschle erwarb 2007 ein Lizenziat in Psychologie mit dem Fokus in Neuropsychologie an der Universität Zürich. Es folgten ihre Doktorandenarbeit an der Universität Zürich und als Gastwissenschaftlerin am Children’s Hospital und der Harvard Medical School in Boston (2007–2011). Nach ihrem Abschluss arbeitete sie als Postdoc-Forschungsstipendiatin im Gaab-Labor in den Laboratorien für kognitive Neurowissenschaften als auch am Kinderkrankenhaus und der Harvard Medical School in Boston (2011–2013). 2013 kehrte sie in die Schweiz zurück und war als Wissenschaftlerin und Gruppenleiterin der modernen Bildgebung anhand der Magnetresonanztomographie in der Abteilung für Kinder- und Jugendpsychiatrie an der Psychiatrischen Universitätsklinik Basel tätig.
Der Schwerpunkt ihrer Forschung liegt auf der Untersuchung der typischen und atypischen Gehirnentwicklung. Dazu gehören die Bereiche der affektiven und kognitiven Neurowissenschaften. Dabei wird speziell die Früherkennung und Charakterisierung von verschiedenen Entwicklungsverläufen des menschlichen Gehirns im Zusammenhang mit psychischem und physischem Wohlbefinden sowie kognitiver Fähigkeiten bei Kindern und Jugendlichen durch den Einsatz struktureller und funktioneller bildgebender-Verfahren dargestellt. Ausserdem hat sie zusammen mit Reka Borbas die Wissenschafts-Kommunikationsplattform Blog Born a Scientist ins Leben gerufen. Dort finden sich Lernmaterialien, Cartoons und Illustrationen, welche helfen, Wissen einem breiten Publikum zugänglich zu machen.

## Auszeichnungen
Nora Raschles Forschung ist und wurde durch verschiedene Forschungsinstitutionen unterstützt, wie zum Beispiel dem Schweizerischen Nationalfonds, dem Zurich Neuroscience Network der Universität Zürich, dem Nachwuchsforschungsfonds der Universität Basel oder der Jacobs Foundation. Sie wurde zudem mit einem Early Career Research Fellowship der Jacobs Foundation (2017–2019) ausgezeichnet.

## Mitgliedschaften
- 08/2019 – 07/2021: Elected member Direktorium Jacobs Center for Productive Youth Development der Universität Zürich[6]
- seit 07/2019: Elected member des Zurich neuroscience network (ZNZ)[7]
- seit 08/2020: Faculty member der International Max Planck Research School on the Life Course (joint international PhD-Program des Max-Planck-Instituts for Human Development, Freie Universität Berlin, Humboldt-Universität zu Berlin, University of Michigan, the University of Virginia, Universität Zürich)

## Öffentlichkeitsarbeit
- 2019: TED-style Präsentation beim Teacher Campus Seminar Series in Zürich[8]
- 2019: Science Communication workshop an der World Conference of Science Journalists in Lausanne.[9]
- 2019: Interview für BLOG Bold: Science and Research Never Stop to Change.[10]
- 2018: Video How the brain develops, grows, and learns throughout our lives.[11]
- 2017: Präsentation zur frühen Gehirnentwicklung bei Primokiz².[12]
- 2017: Präsentation zur frühen Gehirnentwicklung beim Ready!-Treffen der Trägerschaften in Bern.[13]
- 2017: Persönliches Video-Statement – Jacobs Foundation Research Fellow [Video] 2016: Interview über Kinder-Neurologie[14]
- 2016: Gehirnforschung durch Starwars erklären, SciFive (Universitäts-Blog)[15]